# Bakung Lor
Bakung Lor is een bestuurslaag in het regentschap Cirebon van de provincie West-Java, Indonesië. Bakung Lor telt 6035 inwoners (volkstelling 2010).